# Гаон (иврит)
Гаон (ивр. גאון‎, гаон, дословно — «гений») — иудейский титул. Само слово возникло, возможно, как сокращенная версия в словосочетании «Рош ешиват Гаон Иаков», что означало титул руководителя евшивы с названием «Гордость Иакова», хотя существуют и альтернативные объяснения. На древнем иврите это слово трактовалось как высокомерие и надменная гордость (Амос. 6:8 — «гнушаюсь высокомерием Иакова и ненавижу чертоги его, и предам город и всё, что наполняет его»), а позже стало общим термином для гордости, как с положительной, так и с отрицательной окраской («гордость» в позднем средневековье, а в современном иврите слово «гений»).
Знаменитые гаоны 589—1040 годов:
- Иехудай Гаон[англ.] (Гаон 757—761)
- Сар Шалом Бен Боаз (Гаон 838—848)
- Натронай-бен- Хилай[англ.], Гаон Суры (Гаон до 857 г.)
- Амрам Гаон, Гаон из Суры (Гаон 857—875)
- Саадия Гаон (882/892 — 942)
- Зема бен Хайим[англ.](Гаон 889—895)
- Шерира Гаон (906—1006)
- Самуил бен Хофни[англ.] (умер в 1034 г.)
- Хай Гаон[англ.] (939—1038)

Список гаонов в других странах в тот же период:
- Ачай Гаон[англ.] (?-753-?)
- Ниссим Гаон[англ.] (990—1062)

Раввины-гаоны более поздних периодов:
- Виленский Гаон (1720—1797)
- Рогачовецкий Гаон (1858—1936)
- Штейплер Гаон (1899—1985)

## Изменение смысла титула по годам
Смысл титула «гаон» менялся с годами:
- VI—середина XI века (период гаоната) —титул гаон это высший авторитет в толковании Талмуда. Присуждался главам вавилонских талмудических академий, назначаемых эксилархом
- X—XI век— титул гаона присуждался главам вавилонских академий, которые выбирались учёными академий,[2].
- В XII—XIII веках (после периода гаонов) — титул гаон использовался главами академий в Багдаде, Дамаске и Египте.
- После XIII века —почётный титул для любого раввина-знатока Торы.

Многих великих раввинов формально не называют гаонами, но часто восхваляют этим почетным званием как в знак уважения, так и для того, чтобы обозначить их величие в области изучения Торы.

## Роли гаона
Роли гаона:
- глава академии, преподававший в частном порядке и публично, особенно в месяцы общего генерального собрания (калла)
- судья и глава эквивалента верховного суда, уполномоченный управлять судами и назначать судей
- отвечающий на галахические вопросы в виде респонс (письма)
- как арбитр Галахи, гаон также отвечал за правовые нововведения
- автор комментариев, юридических кодексов и трудов по теологии
- представитель еврейской общины в местных и государственных мусульманских органах власти, когда того требовала ситуация.

## Гаоны Суры и Пумбадиты
Точное время начала употребления титула «гаон» не установлено.
Равай из Пумбедиты (ок. 540—560 гг.) уже был гаоном, главы двух вавилонских академий в городах Пумбедита и Сура, с 589 года н. э. (год возобновления деятельности академий) получали титул гаона автоматически (мнение раввина XI века Шериры бар-Ханина).
Известно о гаоне Мар бар рав Гуна (591 год) в Суре.
Есть другое мнение, согласно которому титул гаон появился только после арабского завоевания Вавилонии (657 год н. э.), сначала для главы вавилонской талмудической академии в Суре, и только затем в Пумбадите. Это противоречит Шерире и другим источникам, тем не менее обе академии (и Суры и Пумбадиты) доминировали. Гаоны считали себя наследниками вавилонской талмудической традиции, наследниками амораев и савораев и говорили на арамейском.